# Davide Bramati
Davide Bramati (né le 28 juin 1968 à Vaprio d'Adda dans la Province de Milan en Lombardie) est un ancien coureur cycliste italien. Professionnel de 1990 à mai 2006, il est devenu directeur sportif la même année au sein de l'équipe belge QuickStep, devenue Omega Pharma-Quick Step en 2012 puis Etixx-Quick Step en 2015 et Quick-Step Floors depuis 2017. Sa principale victoire est une victoire d'étape sur le Tour d'Espagne en 2000.

## Palmarès

### Palmarès amateur
- 1988
  - 2e du Tour de Lombardie amateurs
  - 3e de la Coppa d'Inverno
- 1989
  - Coppa Colli Briantei Internazionale
  - Gran Premio Capodarco
  - 3e de Florence-Viareggio

### Palmarès professionnel
- 1992
  - 13e étape du Tour du Portugal
- 1994
  - 3e du Trofeo Masferrer
- 1997
  - 3e étape du Tour du Trentin
- 1999
  - 1re étape du Tour de Murcie
  - 3e de la Wilmington Classic
- 2000
  - 17e étape du Tour d'Espagne
- 2001
  - 3e du Grand Prix de la ville de Rennes
- 2002
  - 4e étape du Tour d'Aragon

## Résultats sur les grands tours

### Tour de France
6 participations
- 1993 : 96e
- 1996 : abandon (5e étape)
- 1999 : 103e
- 2001 : 142e
- 2003 : 126e
- 2004 : abandon (15e étape)

### Tour d'Italie
12 participations
- 1991 : 79e
- 1992 : 66e
- 1994 : 80e
- 1995 : 112e
- 1996 : 71e
- 1997 : 96e
- 1998 : 68e
- 2000 : 75e
- 2001 : 92e
- 2002 : 71e
- 2005 : 127e
- 2006 : 141e

### Tour d'Espagne
6 participations
- 1990 : abandon
- 1993 : 94e
- 1997 : 105e
- 1998 : 102e
- 2000 : 82e, vainqueur de la 17e étape
- 2002 : 97e